# القرانة (ربع ظلمة)

تعديل مصدري - تعديل

القرانة محلة تابعة لقرية الصوفي، التابعة لعزلة ربع ظلمة بمديرية حبيش إحدى مديريات محافظة إب في الجمهورية اليمنية، بلغ تعداد سكانها 135 حسب تعداد اليمن لعام 2004.